# William Pulteney Pulteney
Pour les articles homonymes, voir Pulteney.
William Pulteney Pulteney, né le 18 mai 1861 et mort le 14 novembre 1941, est un officier britannique. Il participe aux conflits coloniaux en Afrique. Il commande lors de la Première Guerre mondiale le 3e corps d'armée puis le 23e corps d'armée. Il quitte l'armée en 1920 et devient huissier du bâton noir jusqu'à sa mort.

## Biographie

### Carrière militaire
Après des études au collège d'Eton, Pulteney intègre la milice d'Oxford en 1878. En 1881, il est muté aux Scots Guards et sert dans diverses campagnes en Afrique comme la guerre anglo-égyptienne et la seconde guerre des Boers. En 1900, il prend le commandement du 1er bataillon des Scots Guards en 1900. En 1908, il dirige la 16e brigade d'infanterie en Irlande, puis la 6e division en Irlande en 1910.
Du 5 août 1914 au 19 février 1918, Pulteney est à la tête du 3e corps d'armée. Il dirige ensuite le 23e corps d'armée du 20 février 1918 au 15 avril 1919. Il n'est pas considéré comme un officier supérieur brillant, un de ses subordonnés le décrit comme « le général le plus complètement ignorant que j'ai servi pendant la guerre ». Après la Première Guerre mondiale, il fait partie de la mission militaire britannique au Japon jusqu'à sa retraite en 1920.
Il devient gentilhomme huissier de la verge noire pendant plus de vingt ans de 1920 jusqu'en 1941.
Il est décoré chevalier commandeur de l'ordre du Bain en 1915, chevalier commandeur de l'ordre de Saint-Michel et Saint-Georges en 1917 et chevalier grand-croix de l'ordre royal de Victoria en 1918. Pulteney se marie en 1917 à Jessie, la fille de Sir John Arnott, Baronet.